# 里昂·巴克斯
里昂·巴克斯（俄语：Леон (Лев) Николаевич Бакст，1866年2月8日—1924年12月28日），白俄罗斯-俄罗斯画家，场景和服装设计师。 他是谢尔盖·达基列夫圈子和俄罗斯芭蕾舞团的成员，他曾为其设计充满异国情调色彩丰富的布景和服装。